# 萨姆巴尔
萨姆巴尔（Sambhar），是印度拉贾斯坦邦Jaipur县的一个城镇。总人口22293（2001年）。

## 人口
该地2001年总人口22293人，其中男性11602人，女性10691人；0—6岁人口3373人，其中男1762人，女1611人；识字率64.00%，其中男性为74.42%，女性为52.69%。